# Architektura high-tech

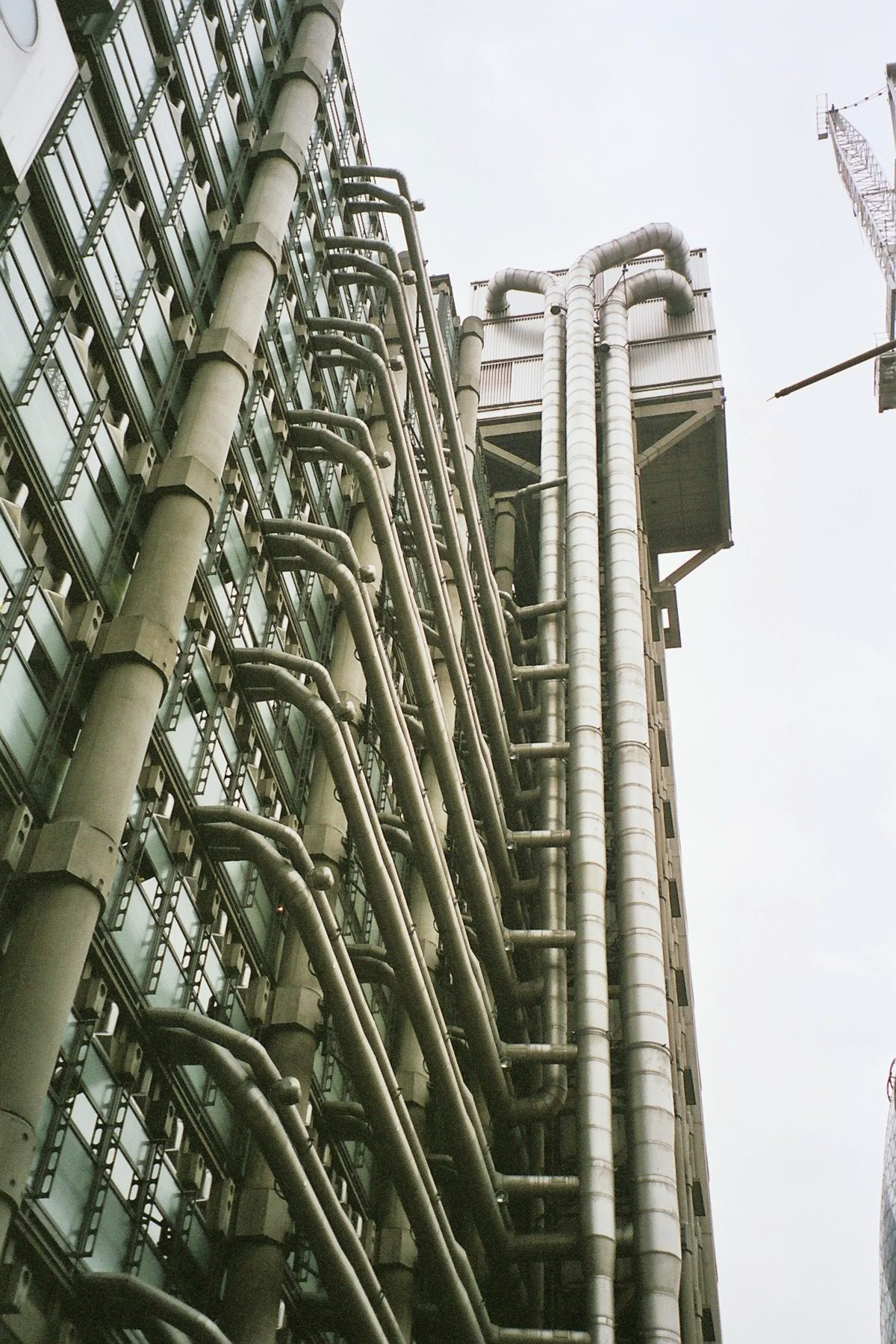
High-tech: R. Rogers, Biurowiec Lloyd’s w Londynie

Architektura high-tech (ang. high-tech architecture), in. high-tech – kierunek w architekturze, zaliczający się do rozumianego w szerokim sensie postmodernizmu, skupiający się na intensywnym wykorzystaniu nowych technologii zarówno w konstrukcji budynków, jak i w ich wyposażeniu technicznym oraz opierający wyraz architektoniczny budynku na cechach.
Elementy techniczne, szczególnie powtarzalne (żaluzje i ich mechanizmy napędowe, baterie słoneczne), stanowią rodzaj nowoczesnego ornamentu. Szokujące dla osób spoza branży budowlanej rozwiązania techniczne nadają budynkom specyficzny wyraz.
Już modernistyczni architekci pierwszej połowy XX wieku doceniali nowoczesne techniki budowlane i nowe materiały, takie jak stal, beton i szkło. W ostatnich dekadach XX wieku technologia bardzo szybko się rozwijała, zwłaszcza dziedziny związane z konstrukcją samolotów, badaniem przestrzeni kosmicznej oraz szeroko rozumianej telekomunikacji, zwłaszcza komputerowej. Rozwój dotyczył nie tylko nowych urządzeń i materiałów, lecz także zintegrowanych procesów badawczo-konstrukcyjnych, które w stosunkowo konserwatywnej branży budowlanej przenikają z dużym opóźnieniem. Jednocześnie w zaawansowanych technicznie budynkach 50 procent kosztów inwestycji stanowi techniczne wyposażenie obiektu, a zatem systemy elektryczne, teleinformatyczne, hydraulika i klimatyzacja. Wraz z konstrukcją nowoczesnego budynku i urządzeniami wewnętrznej komunikacji pionowej (windy, schody ruchome itp.) technologia jest dominującą stroną każdego budynku i wnętrza. Projektowanie architektoniczne opracowane przy wykorzystaniu zaawansowanej technologii, określane popularnie terminem high-tech, dąży do zintegrowania wyposażenia technicznego z architekturą i strukturą budynku, czyni te systemy widocznymi i maksymalnie wzmacnia ich oddziaływanie zarówno funkcjonalne, jak i wizualne. Z terminem high-tech w architekturze wiąże się pojęcie inteligentnego budynku, w którym konstrukcja i instalacje są projektowane jako niepodzielna całość.

## Wybrani przedstawiciele architektury high-tech
- Norman Foster
- Nicholas Grimshaw
- Michael Hopkins
- Renzo Piano
- Richard Rogers
- Schweger & Partner

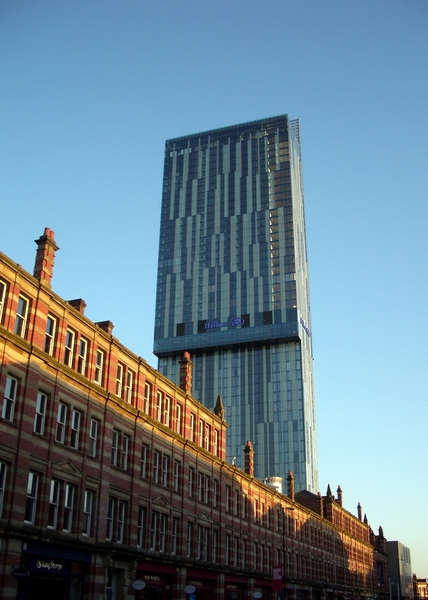
Beetham Tower, Manchester (Ian Simpson)
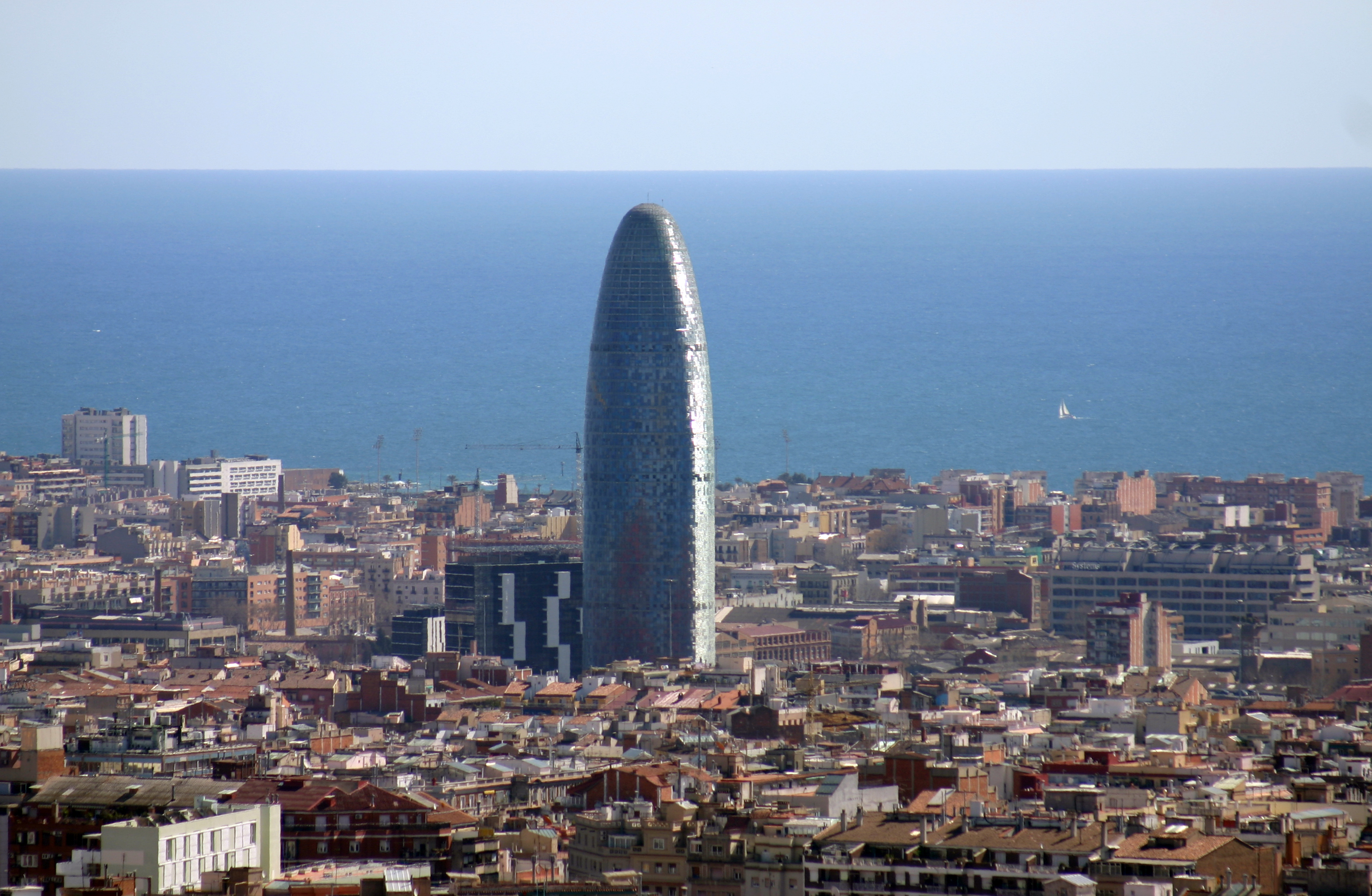
Torre Agbar, Barcelona (Jean Nouvel)
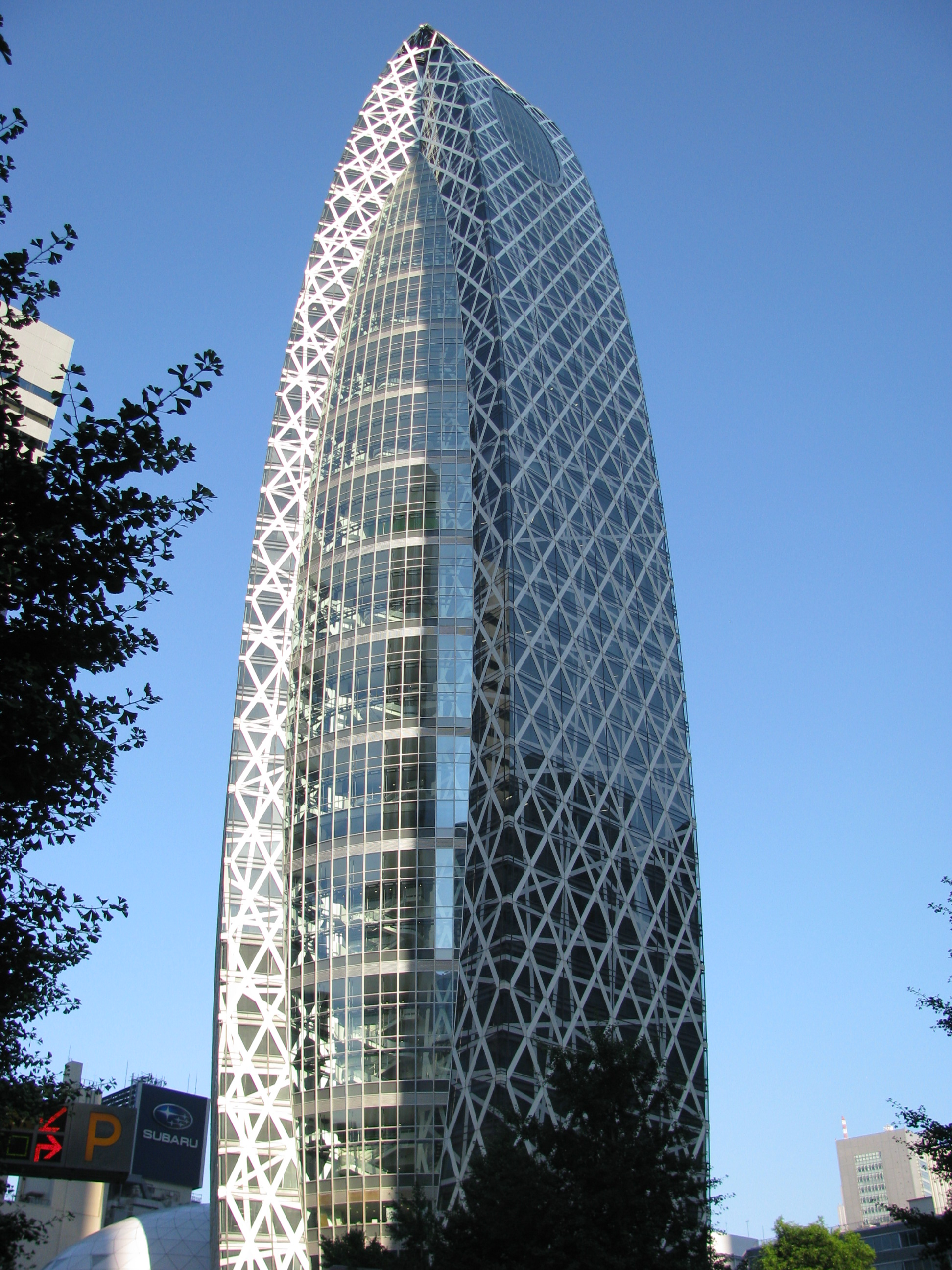
Mode Gakuen Cocoon Tower, Tokio (Kenzo Tange Associates)
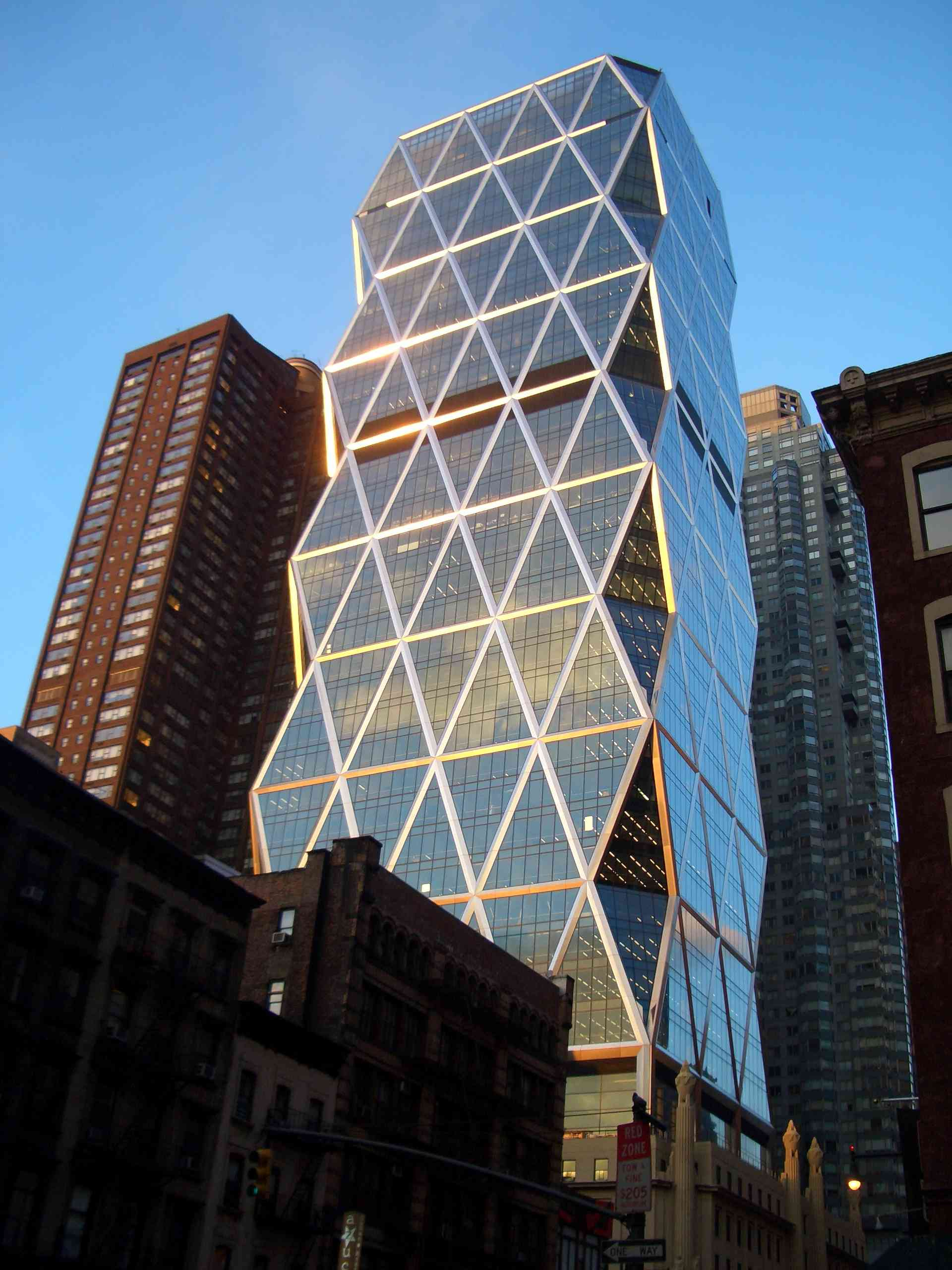
Hearst Tower, Nowy Jork (Norman Foster)
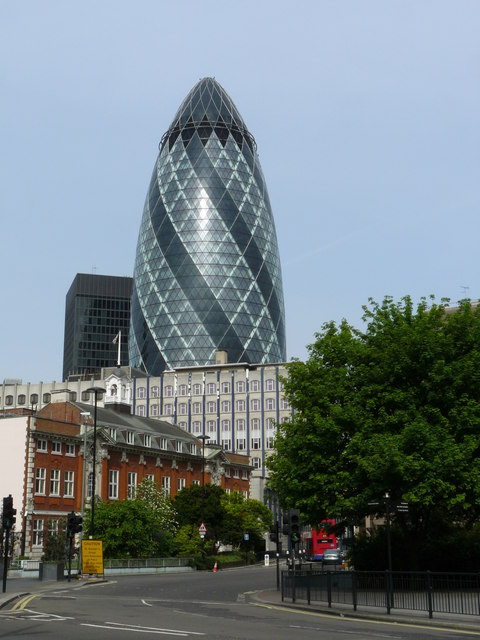
30 St Mary Axe (Gherkin), Londyn (Norman Foster)
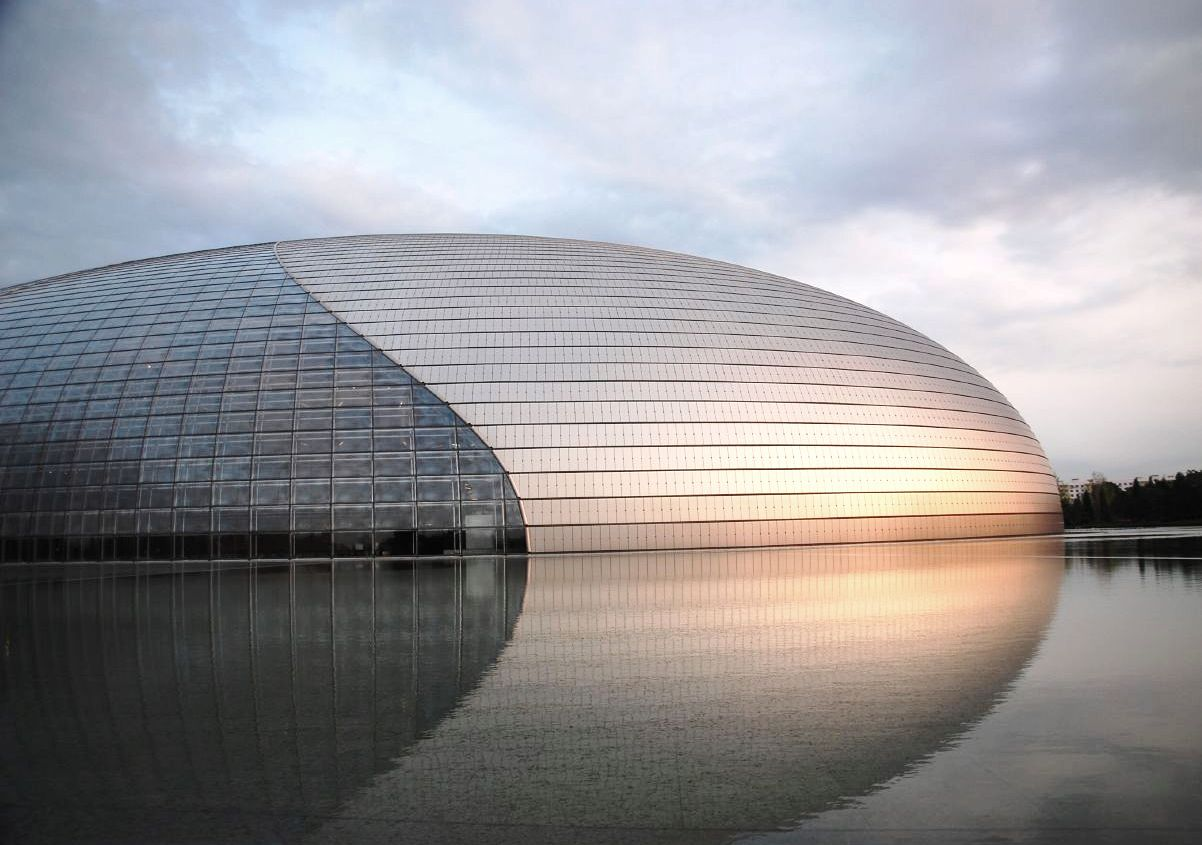
Teatr Narodowy w Pekinie (Paul Andreu)
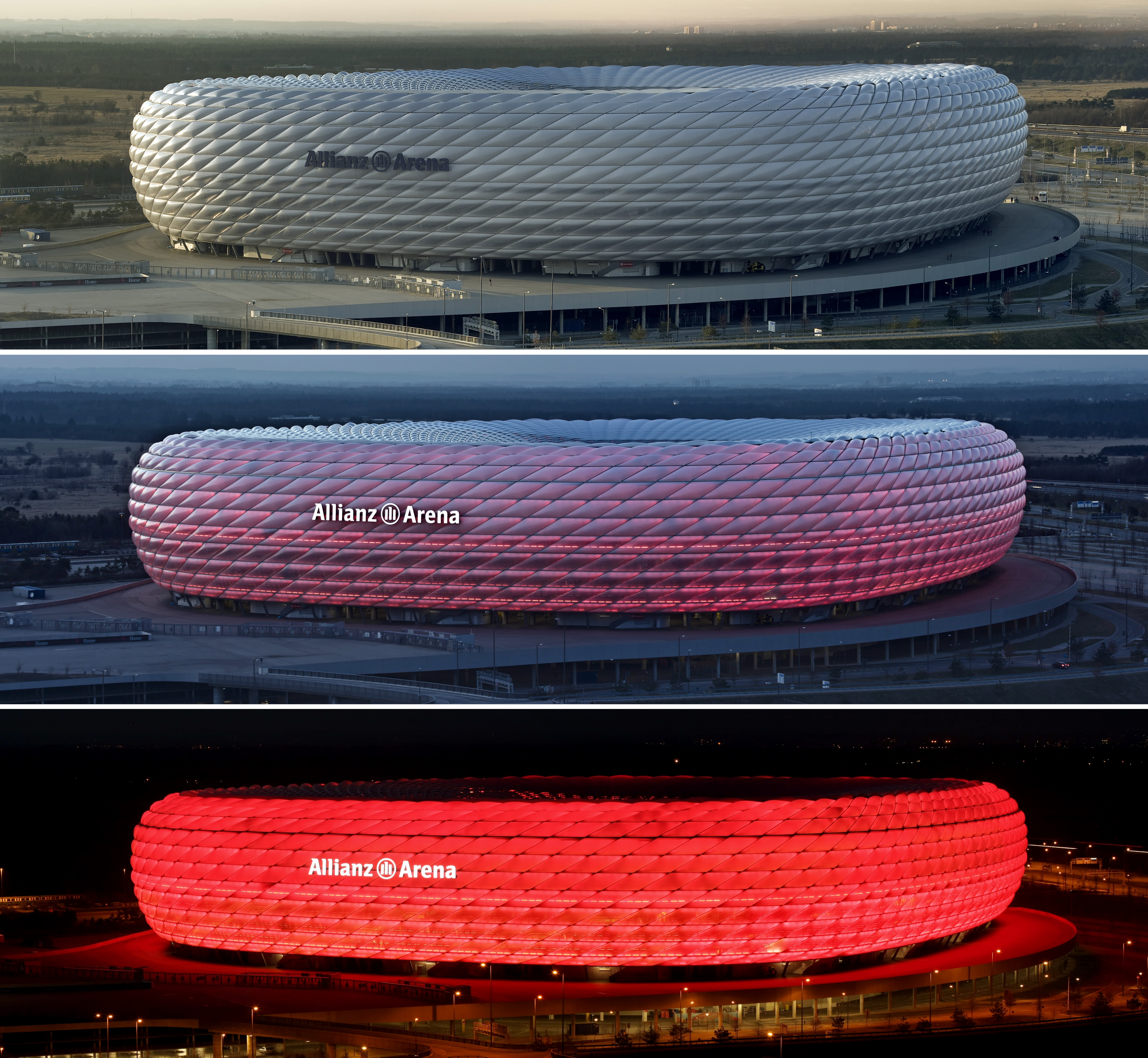
Allianz Arena, Monachium (Jacques Herzoga, Pierre de Meuron)